# Al-Widjan
Al-Widjan – miejscowość w Syrii, w muhafazie Ar-Rakka, w dystrykcie Ar-Rakka. W 2004 roku liczyła 831 mieszkańców.